# Nyambeho (vattendrag i Burundi, Kayanza)
Nyambeho är ett vattendrag i Burundi.   Det ligger i provinsen Kayanza, i den centrala delen av landet, 50 km nordost om huvudstaden Bujumbura.
Omgivningarna runt Nyambeho är en mosaik av jordbruksmark och naturlig växtlighet. Runt Nyambeho är det tätbefolkat, med 397 invånare per kvadratkilometer.